# 脆硫锑铅矿
脆硫锑铅矿（英語：Jamesonite）是一种含铅，铁，锑的硫盐矿物，化学组成为Pb4FeSb6S14。如果有锰部分替换了铁，则称脆硫锰铅矿（benavidesite）。有灰黑色金属光泽，是少见的形成纤维状或针状晶体的硫盐矿物。也可见菱形晶体，或与辉锑矿共生。其摩氏硬度为2.5，比重5.5-5.6。它通常存在于低温至中等温度的热液矿床。
其学名取自苏格兰矿物学家罗伯特·詹姆森(1774–1854)。于1825年首次发现于英格兰康沃爾郡。